# Hyndevad
Hyndevad är en tidigare småort i Eskilstuna kommun belägen i Gillberga socken norr om Hyndevadsåns utlopp i Närsjöfjärden och på båda sidor om länsväg 230, just söder om Borsökna. Här ligger även fritidshusområdet Stensborg. Småorten benämndes av SCB i småortsavgränsningarna 1995, 2000 och 2005 Borsökna + Hyndevad. Från 2015 ingår området i Eskilstuna tätort.
Hyndevad är beläget vid ett vadställe över Hyndevadsån intill Hyndevadsfallet som av fynd i forsen troligen utnyttjats sedan stenåldern. Under 1200-talet ägde Riseberga kloster en kvarn vid Hyndevad.
Direkt öster om småorten ligger Hyndevads vattenverk.

## Referenser

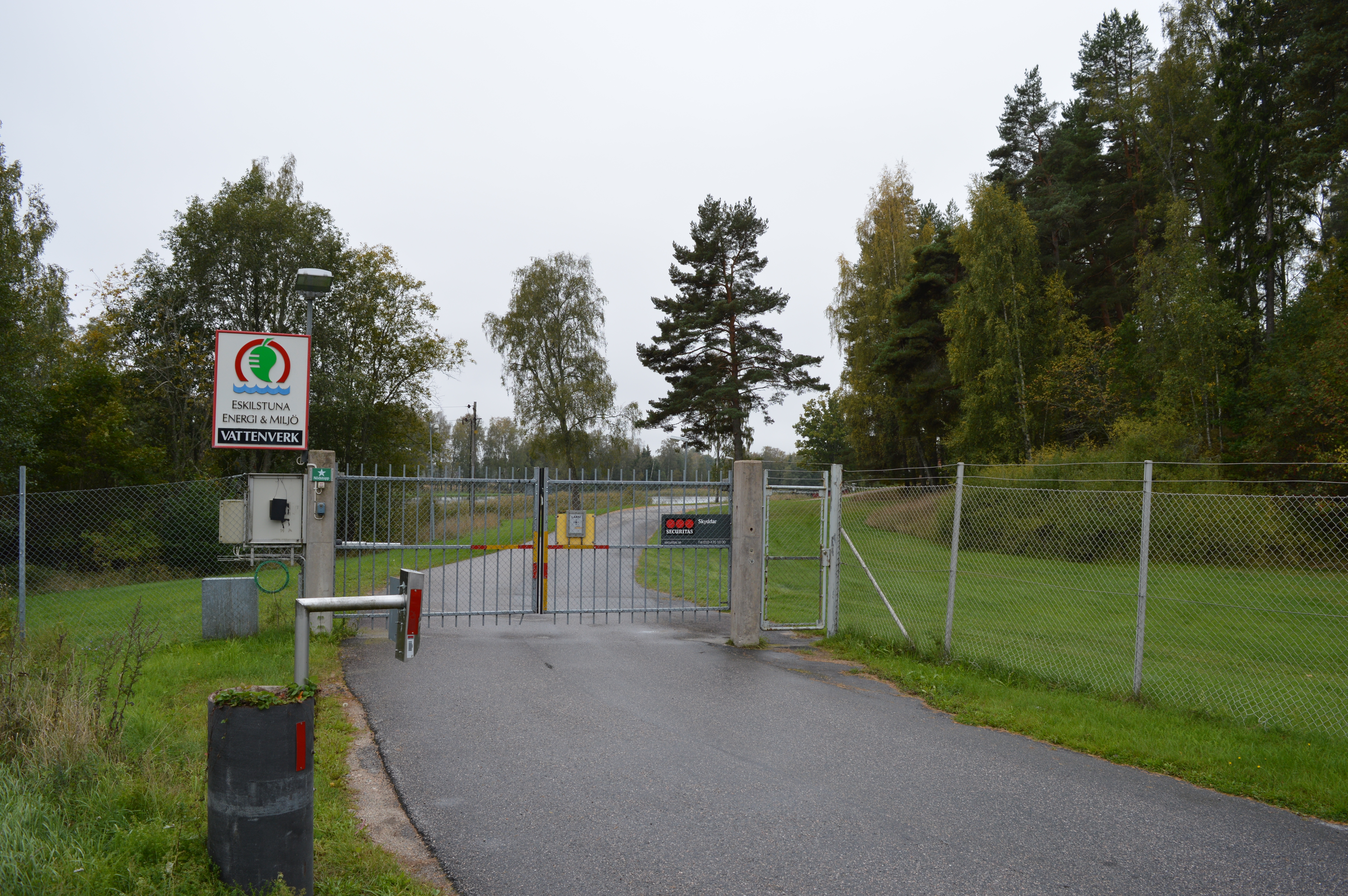
Hyndevads vattenverk.